# James W. Black
James Whyte Black (Uddingston, 14 giugno 1924 – 22 marzo 2010) è stato un farmacologo britannico, vincitore del Premio Nobel per la medicina nel 1988.

## Biografia
Laureatosi in medicina, proseguì l'attività come docente universitario, fino al 1958 quando divenne dirigente delle Imperial Chemical Industries, dove approfondì le sue ricerche farmacologiche.
A lui si deve la scoperta del propranololo, sostanza betabloccante, utilizzata nella terapia contro l'infarto ed i disturbi cardiovascolari. Per questa scoperta venne insignito nel 1988 del Premio Nobel per la medicina.
Altra scoperta a lui ascritta è quella della cimetidina, utilizzata nella cura dell'ulcera peptica.
Nel 2000 venne insignito dell'Ordine al Merito del Regno Unito.
È scomparso nel 2010 all'età di 85 anni.